# Zaotar

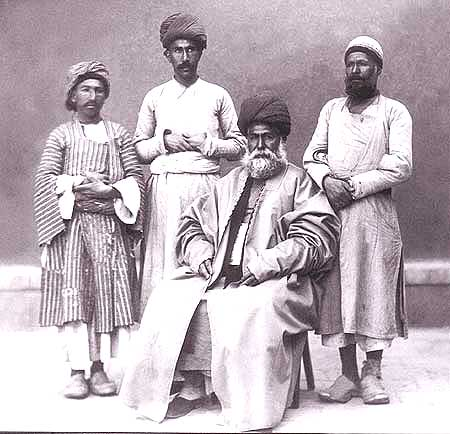
Zoroastrischer Priester aus Yazd, fotografiert von Ernst Hoeltzer, 1873

Zaotar (Avestisch, Pahlavi Zot, Neupersisch Zut) bezeichnet einen zoroastrischen Priester des höchsten Ranges. Der Zaotar steht in der Priesterhierarchie über den sieben anderen in der Religion Zarathustras existierenden priesterlichen Titeln.
Zarathustra selbst wird im Avesta mehrfach und insbesondere in den Yashts als Zaotar bezeichnet. Als Zaotar bezeichnet sich auch Zarathustra in den Gathas. Der Begriff ist etymologisch mit dem vedischen Hotar verwandt.
Das Wort geht auf den avestischen Stamm Zao zurück im Sinne der Begriffe „beten, Gebet vortragen bzw. verrichten“.
Nach dem Zerfall des Sassanidenreichs und des zoroastrischen Klerus im Iran kam es zu einer Vereinfachung der Hierarchie, welche sich im religiösen Zeremoniell des Yasna in der Ausführung durch zwei Priester, den vorstehenden Zaotar und einen Raspi, ausdrückt.